# Barton Creek
Barton Creek – jednostka osadnicza w Stanach Zjednoczonych, w stanie Teksas, w hrabstwie Travis.